# Deja de bailar
«Deja de bailar» es una canción interpretada por el grupo español Dinarama en colaboración con Alaska, incluida en su álbum debut Canciones profanas de 1983. La compañía discográfica Hispavox, filial de EMI Music, la publicó como tercer sencillo en España en 1983. En Italia se puso a la venta el año siguiente. Compuesta por Carlos Berlanga y Nacho Canut y producida por Ángel Altolaguirre, es un tema con post-disco, y la letra detalla a un hombre que ha dejado la fiesta y las consecuencias que conlleva.

## Antecedentes
«Deja de bailar» fue compuesta por Carlos Berlanga y Nacho Canut, con la producción de Ángel Altolaguirre. La pieza fue escrita por Berlanga tras su salida de Alaska y los Pegamoides, como una reacción a la canción «Bailando». Fue elegida como el tercer sencillo del álbum Canciones profanas en 1983. La lírica de la composición refleja las reflexiones del cantante sobre la naturaleza de la fiesta.

## Lista de canciones y formatos
| Sencillo promocional de 7" |                  |          |  |
| N.º                        | Título           | Duración |  |
| 1.                         | «Deja de bailar» | 3:10     |  |

| Maxisencillo de 12" |                          |          |  |
| N.º                 | Título                   | Duración |  |
| 1.                  | «Deja de bailar»         | 3:10     |  |
| 2.                  | «Kali»                   | 4:11     |  |
| 3.                  | «Crisis» (versión larga) | 5:01     |  |

| Maxisencillo de 12" |                  |          |  |
| N.º                 | Título           | Duración |  |
| 1.                  | «Deja de bailar» | 3:10     |  |
| 2.                  | «Tormento»       | 2:05     |  |
| 3.                  | «Nunca se sabe»  | 2:41     |  |

| Maxisencillo de 12" |                          |          |  |
| N.º                 | Título                   | Duración |  |
| 1.                  | «Deja de bailar»         | 3:10     |  |
| 2.                  | «Crisis» (versión larga) | 5:01     |  |

## Créditos y personal
- Carlos Berlanga: voz, composición, producción
- Nacho Canut: composición, producción
- Alaska: voz, producción
- Ángel Altolaguirre: producción